# لوئیس مونتس
لوئیس مونتس (انگلیسی: Luis Montes؛ زاده ۱۵ مهٔ ۱۹۸۶) یک بازیکن فوتبال است.